# Train gravitationnel

Ascenseur utilisant le principe de train gravitationnel. L'ascenseur est en chute libre à travers une section de la planète.

Un train gravitationnel est un mode de transport théorique qui consiste à utiliser la force gravitationnelle d'une planète pour faire circuler un véhicule dans un tunnel, celui-ci pouvant ou non traverser de part en part la planète.
Boris Vian est connu pour avoir proposé une idée digne d'Alphonse Allais : construire un plan incliné de Paris à Lyon afin de pouvoir s'y rendre sans moteur. Un échange de courriers de lecteurs de Scientific American dans les années 1960 fera même revivre l'idée quelque temps en l'assortissant de très haute technologie.

## Les trains à gravité

Il s'agit de relier les deux points de la sphère par la corde L.

Un train de pesanteur est l'un des moyens théoriques de transport prévu pour aller entre deux points sur la surface d'une sphère, en perçant un tunnel qui va directement d'un point à l'autre par l'intérieur de la sphère. 
Dans un grand corps tel qu'une planète, ce train accélère en utilisant seulement la force de  pesanteur, puisque, pendant la première moitié du voyage (du point de départ jusqu'au milieu), l'attraction due au centre de gravité le tirerait vers la destination. Pendant la deuxième moitié du voyage, l'accélération serait dans la direction opposée relativement à la trajectoire, mais (en ignorant les effets du frottement) la vitesse acquise serait suffisante pour compenser exactement cette décélération (de sorte que le train atteigne sa destination avec une vitesse égale à zéro). 
En réalité, il y a deux raisons pour que les trains de pesanteur n'existent pas. Le passage montré dans l'illustration percerait le manteau et la traversée de la terre une région où la roche est plus fluide que solide. On ne connaît aucun matériau qui résisterait à la chaleur et à la pression énorme. Deuxièmement, les pertes de frottement seraient significatives. Les pertes de frottement de roulement peuvent être réduites en utilisant un train à sustentation magnétique. Le concept pourrait être utilisé sur la Lune.

## Origine du concept
Au XVIIe siècle, le scientifique britannique Robert Hooke a présenté l'idée d'un objet accélérant à l'intérieur d'une planète dans une lettre à Isaac Newton. Un projet de train de pesanteur a été sérieusement présenté à l'Académie des sciences de Paris au XIXe siècle.[réf. souhaitée] L'idée a été redécouverte dans  les années 60 par le physicien Paul Cooper qui a édité un article dans le journal américain de la physique proposant d'envisager des trains à gravité pour un futur projet de transport. 

### Montagnes russes
En 1884 furent créées les premières montagnes russes, premier exemple aussi d'un train mû par la seule gravité. Un système de crémaillère fait arriver les voitures à une certaine hauteur, d'où une pente descendante les accélère et leur procure l'énergie cinétique qui assurera tout leur parcours.

## Dans la culture
Total Recall : Mémoires programmées, film américain de 2012 dans lequel apparait un train gravitationnel appelé « la Chute » traversant de part en part la Terre entre les îles Britanniques et l'Australie.